# Christian Friedrich Traugott Voigt
Christian Friedrich Traugott Voigt (* 16. Mai 1770 in Kamenz; † 5. Januar 1814 in Artern) war ein deutscher Schriftsteller der Aufklärung, Übersetzer, Theologe und Mitgestalter der „Verschönerten Landschaft Tharandt“.

## Leben und Werk
Christian Friedrich Traugott Voigt wurde in Kamenz als letztes von 19 Kindern in zweiter Ehe seines Vaters geboren. Der Vater, Johann Friedrich Traugott Voigt, war Rektor des Gymnasiums, seine Mutter hieß Johanna Elisabeth. Der Vater starb, als Traugott neun Monate alt war.
Als 17-Jähriger studierte er in Leipzig Philosophie und Theologie. Während seines dreijährigen Studiums wirkte er schon als Katechet in der Kirchgemeinde Leipzig-Gohlis. Als Magister war er seit 1791 als Vesperprediger in der Paulinerkirche, der Universitätskirche zu Leipzig, tätig. In der Folgezeit promovierte Voigt zum Doktor der Philosophie.
Zwischen 1792 und 1793 schrieb er drei Dramen, in denen sich bereits seine sittlich-moralische Lebensauffassung andeutet: Der Fürst als Mensch – Ein Schauspiel in drey Aufzügen (1792), Radegund von Thüringen. Trauerspiel in fünf Aufzügen (1792), Leidenschaft und Pflicht – Ein dramatisches Familiengemälde in fünf Aufzügen (1793). 1794 folgte der historische Roman Athelin von Brutthow aus der Zeit Heinrichs III. von England und der Kreuzzüge. Den in Schillers Musenalmanach von 1797 veröffentlichten Xenien entgegnete Voigt anonym mit literaturkritischen Epigrammen Berlocken an den Schillerschen Musenalmanach (1797). Ganz im Sinne der Aufklärung gibt Voigt ab 1798 ein Taschenbuch über kluge Sinngedichte und treffliche Witze heraus, in denen er sich bewusst von im Umlauf befindlichen Konvoluten „gewöhnlicher“ Witze abgrenzt.
Im Jahre 1795 übersetzte Voigt ein Lehrgedicht des gefeierten französischen Dichters Jacques Delille (1738–1813) über die Gartenkunst Les Jardins ou l’art d’emblellir les paysages von 1782. Dessen Beschreibungen der Unterschiede zwischen französischen (Barock-)Parks und englischen Parklandschaften, die zum Thema des sich wandelnden Geschmacks in der Zeit der Empfindsamkeit geworden waren, übertrug Voigt eigenschöpferisch u. a. auf das Gartenreich von Dessau-Wörlitz (ab 1769), den im Werden begriffenen Landschaftspark in Köstritz (um 1785), den Park in Machern (ab 1782) und auf das Seifersdorfer Tal (ab 1793). Seine Kenntnisse über moderne Gestaltungen von Parks und Landschaften sollten Voigt in seiner späteren Tharandter Zeit von Nutzen sein. Wie zeitlos die Thematik dieses Buches ist, zeigt z. B. eine englische Nachauflage von 2011.
1799 wurde Voigt als Pastor nach Tharandt berufen. Seit einigen Jahren war die Stadt zum Pilgerort für Badegäste und Naturliebhaber geworden. Das Leipziger Konsistorium des Kurfürstentums Sachsen hielt den Pastor für geeignet, den mit dem Kurbetrieb gewachsenen seelsorgerlichen und kulturellen Aufgaben gewachsen zu sein.
1799 heiratete Voigt Juliane Erdmuthe, geb. Clausnitzer (1773–1838), die Tochter eines Kaufherren aus Leipzig. Aus der Ehe gingen fünf Kinder hervor: Julie Auguste (* 1800), Friedrich (1804–1806), Theodor (* 1807), Rosalie Elisa (* 1810), Robert (1813–1814).
In seinen ersten Amtsjahren besorgte Voigt weitere Nachdrucke seines dichterischen Schaffens aus der Leipziger Zeit; auch in seinen neuen Schriften wirkte er ganz im Sinne der Aufklärung. Den handelnden Personen schrieb er entweder die Kardinaltugenden und Sekundärtugenden, also sittlich gebotenes Handeln zu oder – kontrastierend zu diesen Tugenden – kehrte er sie bei deren Gegenspielern ins Gegenteil: Auftritte aus dem Jugendalter oder Kinderidyllen zur Bildung des moralischen Charakters junger Menschen (1798), Hausbedarf für Verlobte und Neuvermählte und solche, die es werden wollen (1798), Das Bettlermädchen und ihre Wohlthäter (1798–1801), Robert oder der Mann, wie er seyn sollte: Ein Seitenstück zu Elisa, oder das Weib, wie es seyn sollte (1800–1802), Moritz und Auguste, oder die Kleinen, wie sie seyn sollten (1800), Die Gefahren der Jugend – ein Buch zur Lehre für reifende Söhne und Töchter aus den höheren und mittleren Ständen (1804). Dass er mit diesen Schriften den Nerv seiner Zeit getroffen hat, belegt die Übersetzung seines „Robert-Romans“ ins Schwedische kaum zwei Jahre nach seiner Drucklegung.
Voigt machte rasch Bekanntschaft mit Vertretern des aufgeklärten Bürgertums und des niederen Adels aus Tharandt und Dresden in deren Bestreben, eine „Verschönerte Landschaft Tharandt“ zu schaffen. Dazu gehörten die Schriftsteller Friedrich Christian Schlenkert und Wilhelm Gottlieb Becker. Der Kurfürstlich Sächsische Hof- und Justizrat Freiherr Gottfried Ferdinand von Lindemann (Jurist, Librettist und Übersetzer) aus dem Freigut Heilsberg (jetzt Freital-Hainsberg) war bis zu seinem Tode 1804 für Voigt ein Vertrauter, über den er tiefere Einblicke in die sich vollziehende Neuorientierung der Landschaftsgestaltung Tharandts erhielt und der ihn mit wichtigen Förderern bekannt machte.
Als im Jahr 1792 von Lindemann begann, einen Landschaftspark aus dem Weißeritztal zwischen Heilsberg und Tharandt zu gestalten, wurden vom Tharandter Amtschirurgus Johann Gottfried Butter zwei Heilquellen erschlossen. Zu den frühen Unterstützern der Tharandter „Verschönerten Landschaft“ gehörten Ernst Friedrich Adam von Manteuffel (1762–1822) als Königlich-Sächsischer Hof- und Justizrat und vor allem seine Frau, Baronin von Manteuffel (1761–1802), sowie deren Vater, Finanzrat Freiherr von Wagner.
Zusammen mit dem Kapital vermögender Förderer und der Idee, mit Hilfe von „Spendenaltären“ – einer frühen Form der Kurtaxe für die Gäste Tharandts – gelang es, das entstehende Wegenetz ständig zu erweitern, weitere Ruhebänke, Schutzhütten, Grotten und Aussichtspunkte zu schaffen. Voigt förderte seit 1799 mit einer kreativen „Patenschaftspolitik“ bei seinen Kindern (17 Paten) mit einflussreichen und finanziell gut gestellten Persönlichkeiten, aber auch mit einer Liedsammlung Tarants schöne Natur, in geselligen Liedern gefeiert (1806/1809) für ausreichende Mittel zur Unterhaltung der „Verschönerten Landschaft“.
Voigt wurde zum „Vater der Gemeinde“ in seiner Hilfe für die Notleidenden in der Teuerung von 1804. Er organisierte 1806 den Neubau der Orgel. 1807 brannte der Kirchturm ab. Bereits 1808 klangen die neuen Glocken im Turm. In seiner Predigt am Neujahrstage 1812 … sprach Voigt anlässlich der von Heinrich Cotta gegründeten Forstvermessungsanstalt folgenden Wunsch aus: „Möge die im Laufe des verflossenen Jahres an unserem Orte errichtete Anstalt, die von einer wichtigen, auf das Wohl der Nachwelt überaus einflussreichen Sache benannt ist und einem allgemein  v e r e h r t e n  Namen an ihrer Spitze hat (Fußnote: Die Königliche Forstvermessungs- und Forstlehranstalt unter der Direktion des Herrn Forstrath C o t t a ), möge sie, von dem Urheber alles Guten begünstigt, den erwünschtesten Fortgang gewinnen und eben so dem Vaterlande nützen, wie das Emporkommen unseres Ortes befördern! Möge von ihren sämmtlichen Gliedern und Genossen der Zweck ihres Hierseyns im vollsten Sinne erreicht und die hier erworbene Ehre ihres Namens der Grund ihres künftigen Glücks werden.“

## Tod und Vergessen
Im Frühsommer 1813 wurde Voigt aus Tharandt abberufen, um künftig in Artern als erster Oberpfarrer und Superintendent zu wirken. In dieser Zeit vor der Völkerschlacht bei Leipzig spitzte sich die Konfrontation zwischen Franzosen und den Verbündeten zu. Voigt stand sofort im Mittelpunkt der Auseinandersetzungen, zuerst zwischen Franzosen und den Einwohnern des Ortes, dessen neuer Seelsorger er war; und nach der Völkerschlacht vermittelte er zwischen den Arterner Bürgern und russischen Kosaken, aber auch schwedischen Truppen. In dieser schwierigen Situation schrieb Voigt die Ballade Leipzigs Gefahr Noth und Rettung, Zur Erinnerung, Zum Troste, Zur Ermunterung von einem vormaligen vieljährigen Bewohner Leipzigs (1813) über die Völkerschlacht. Noch im Spätherbst wurde die Ballade bei Seeger, Leipzig, gedruckt. Die Intensität der Schilderungen lässt vermuten, dass Voigt Zeuge im unmittelbaren Umfeld der Schlacht gewesen sein musste.
Die letzten strapaziösen Lebenswochen in der von Truppen besetzten Stadt Artern gingen an Voigt nicht spurlos vorüber. Obwohl gesundheitlich angeschlagen, hielt er als Superintendent vor Offizieren und Generälen sowie der ganzen Obrigkeit der Stadt noch eine Rede bei der Feier des hocherfreulichen Geburtsfestes Sr. Majestät des Kaisers aller Reussen Alexanders I. am 24. Dec. 1813 gehalten zu Artern.
Zur Todesursache gibt es neben der „Erkältung“, die er sich bei der Rede auf Zar Alexander zugezogen habe auch „Schläge durch russische Kosaken“ oder ein „Bösartiges Nervenfieber“ (Nervenfieber ist eine zweckmäßige Umschreibung für Ausschlags-, Kriegs- oder Lazaretttyphus).
Voigt starb am 5. Januar 1814. Im Nachruf steht geschrieben: „Superintendent Voigt war nicht nur ein tüchtiger Prediger, sondern auch als Dichter und Schriftsteller rühmlichst bekannt.“
Anlässlich der 800-Jahr-Feier der Stadt Tharandt im Jahre 2016 wurde erstmals wieder des Pastors Voigt gedacht, der sich vor über 200 Jahren große Verdienste um die Stadt erworben hatte, seither aber vollständig aus dem kollektiven Gedächtnis der Bürger Tharandts entschwunden war.

## Nachbemerkungen
Voigt war neben den Initiatoren der „Verschönerten Landschaft Tharandt“ wie Freiherr von Lindemann und dem bürgerlichen Amtschirurgus Butter, als Seelenhirte der Gemeinde, Dichter der Aufklärung, kenntnisreicher Landschaftsgestalter und organisatorisches Talent beim Aufbau und bei der Unterhaltung der „Verschönerten Landschaft“ eine wichtige Persönlichkeit. Die „Verschönerte Landschaft Tharandt“ entsprach den neuen, von der Aufklärung durchdrungenen Vorstellungen von einer Landschaft, deren vorgefundene Natürlichkeit durch behutsame menschliche Eingriffe gesteigert wurde. Diese neue Auffassung von Natur war eine bewusste Abkehr von den höfischen Parkgestaltungen des Barock mit ihren geometrischen Linienführungen und künstlichen Anpflanzungen.
Tharandt nimmt gegenüber anderen „Verschönerten Landschaften“ der Romantik, wie zum Beispiel dem Gartenreich von Dessau-Wörlitz (ab 1769, Fürst Friedrich Franz), dem Park an der Ilm, Weimar (ab 1776, Großherzog Karl August), dem Park in Machern (ab 1782, Reichsgraf von Lindenau), dem Landschaftspark in Köstritz (um 1785, Graf Heinrich XLIII. Reuß), Friedrichsgrund bei Pillnitz (1785, Kurfürst Friedrich August III.) und dem Seifersdorfer Tal (ab 1793, Christina Gräfin von Brühl) eine Sonderstellung ein, an der maßgeblich Voigt beteiligt gewesen ist. Diese Sonderstellung besteht in drei Punkten:
- In Tharandt steht bereits eine mittelalterliche Ruine, während in andere Landschaftsparks, dem Zeitgeschmack entsprechend, künstliche Ruinen hineingebaut worden sind.
- Zur „Verschönerten Landschaft“ gehörte der Ort Tharandt selbst, einschließlich seiner nahen Umgebung, während andere Parkgestaltungen außerhalb von Ortslagen angelegt wurden.
- In Tharandt wurden erstmals der niedere Adel und das aufgeklärte Bürgertum, einschließlich der Bürger der Stadt, zu Schöpfern und Erhaltern einer „Verschönerten Landschaft“ und nicht – wie bisher – der Hochadel.

## Werke

### Als Verfasser
- Der Fürst als Mensch. Ein Schauspiel in drey Aufzügen. Halberstadt 1792
- Radegund von Thüringen. Trauerspiel in fünf Aufzügen. Nach einer vaterländischen Geschichte frey bearbeitet. Berlin 1792
- Leidenschaft und Pflicht. Ein dramatisches Familiengemälde in fünf Aufzügen. Leipzig 1793
- Athelin von Brutthow oder der Kreuzzug. Ein historischer Roman. Leipzig 1794
- Berlocken an den Schillerschen Musenalmanach auf das Jahr 1797. Jena/Weimar 1797
- Kritik der neuen Liedersammlung für die Stadtkirchen in Leipzig nebst allgemeinen Winken für künftige Sammler kirchlicher Gesänge. Jena 1795
- Auftritte aus dem Jugendalter oder Kinderidyllen zur Bildung des moralischen Charakters junger Menschen. Leipzig 1798
- Hausbedarf für Verlobte und Neuvermählte und solche, die es werden wollen, Oder: Wie muß die Ehe geführt werden, wenn sie eine Schöpferin häuslicher Glückseligkeit werden soll. Quedlinburg/Leipzig 1798/1821
- Lieder für das Herz. Zur Beförderung eines edlen Genusses in der Einsamkeit. Leipzig 1799/1812
- Robert oder der Mann, wie er seyn sollte. Ein Seitenstück zu Elisa, oder das Weib, wie es seyn sollte. 3 Bände, Leipzig 1800–1802; Neuausgabe: Universitätsbibliothek Johann Christian Senckenberg, Frankfurt am Main 2016
- Moritz und Auguste, oder die Kleinen, wie sie seyn sollten. Leipzig 1800
- Die Gefahren der Jugend. Ein Buch zur Lehre für reifende Söhne und Töchter aus den höheren und mittleren Ständen. Leipzig 1804
- Robert, eller Mannen, så dan han bör vara. Skildrad ända till sitt inträ de i äkta ståndet. En pendant till Elisa, eller Qvinnan, så dan hon bör vara. Ins Schwedische übers. v. Daniel Wong, 3 Bände, 2. Aufl., Stockholm 1804
- mit Michael Haydn: Sehnsucht nach dem Landleben. In: Chorbuch Mozart / Haydn VI. Zürich 1804, Stuttgart 1968
- Tarants schöne Natur in geselligen Liedern gefeiert. Dresden 1806
- Deutsches Handwörterbuch für die Geschäftsführung, den Umgang mit der Lektüre. 3 Bände, Leipzig 1807
- Praktische Erläuterungen der biblischen Abschnitte, welche auf allerhöchste Anordnung im Jahre 1810 den öffentlichen Vorträgen in den evangelischen Kirchen des Königreichs Sachsen zum Grunde gelegt werden sollen. Leipzig 1810
- Praktische Erläuterungen der im Jahre 1811 in den evangelischen Kirchen des Königreichs Sachsen zu erklärenden Texte. Dresden 1811
- Leipzigs Gefahr, Noth und Rettung. Zur Erinnerung, Zum Troste, Zur Ermunterung von einem vormaligen vieljährigen Bewohner Leipzigs. Leipzig 1813
- Huis-boekie Voor Verloofden: En Pas-Gehuwden, en Voor Dezulken. Die Eenmaal Den Huwelijken-Staat Zullen Omhelzen. Ins Holländische übers. v. Johannes Christoffel van Kesteren, Amsterdam 1823
- De gevaren der jeugd: een boek voor jongelingen en meisjes. Ins Holländische übers. v. J. van Meurs/D. Veelwaard, Haarlem 1823
- mit Passow, Raumer, Wachler, Wilken u. a. (Hrsg.): Historisches Taschenbuch. Beitr. v. 10 Jg., Leipzig 1830–1839
- An eine Freundin „Zur Freude ward geboren“ (18. Juni 1812). In: Carl Maria von Weber: Huldigungsmusiken für den sächsischen Hof in kleiner Besetzung sowie sonstige Gelegenheitswerke für Geburtstage oder Begräbnisse, Bd. 5, hrsg. v. Frank Ziegler, Mainz 2015

### Als Herausgeber
- Samuel Friedrich Nathanael Morus: Akademische Vorlesungen über die theologische Moral. Nach seinem Tode hrsg. u. mit einem Vorbericht begleitet v. Christian Friedrich Traugott Voigt, Prediger an der Universitätskirche zu Leipzig, Bd. 1–3, Leipzig 1794
- Triumph des deutschen Witzes in einer Sammlung der stechendsten Sinngedichte und witzigsten Einfälle deutscher Köpfe. Mit 6 Kupfern, hrsg. v. Christian Friedrich Traugott Voigt, Teil 1 und 2, Leipzig 1798 und 1800

### Als Übersetzer und Bearbeiter anderer Werke
- Jacques Delille: Die Gärten. Ein Lehrgedicht in vier Gesängen. Aus dem Französischen übers. u. bearb. (Nachdichtung) v. Christian Friedrich Traugott Voigt, Leipzig 1796
- Anna Maria Bennett: Das Bettlermädchen und ihre Wohlthäter. Aus dem Englischen übers. u. überarb. von Christian Friedrich Traugott Voigt, 4 Bände, Leipzig 1798–1801